# Jean-Pierre Cantin
Jean-Pierre Cantin (* 7. prosince 1966 Jonquière) je bývalý kanadský zápasník–judista.

## Sportovní kariéra
S judem začínal v rodném Jonquière (dnes součást Saguenay) pod vedením Rogera Tremblaye. V kanadské mužské reprezentaci se pohyboval od poloviny osmdesátých let dvacátého století v superlehké váze do 60 kg. V roce 1988 dostal v nominaci na olympijské hry v Soulu přednost zkušenější Phil Takahashi.
Od roku 1989 přestoupil do vyšší pololehké váhy do 65 kg. V roce 1992 startoval na olympijských hrách v Barceloně s ambicemi na pěkné umístění. Po dobrém nalosování v úvodních kolech, prohrál ve čtvrtfinále na body (yuko) s favorizovaným Němcem Udem Quellmalzem. V opravném pavouku se do soubojů o medaile neprobojoval.
Od roku 1993 startoval v lehké váze do 71 kg, ve které se v roce 1996 na své třetí olympijské hry v Atlantě nekvalifikoval. Vzápětí ukončil sportovní kariéru. Věnuje se trenérské práci.

## Výsledky
| Turnaj                  | 1986       | 1987       | 1988       | 1989           | 1990           | 1991           | 1992           | 1993       | 1994       | 1995       | 1996       |
| Turnaj                  | 20         | 21         | 22         | 23             | 24             | 25             | 26             | 27         | 28         | 29         | 30         |
| Turnaj                  | superlehká | superlehká | superlehká | pololehká váha | pololehká váha | pololehká váha | pololehká váha | lehká váha | lehká váha | lehká váha | lehká váha |
| ----------------------- | ---------- | ---------- | ---------- | -------------- | -------------- | -------------- | -------------- | ---------- | ---------- | ---------- | ---------- |
| Olympijské hry          |            |            | —          |                |                |                | úč.            |            |            |            | —          |
| Mistrovství světa       |            | úč.        |            | úč.            |                | úč.            |                | úč.        |            | úč.        |            |
| Panamerické hry         |            | úč.        |            |                |                | 2.             |                |            |            | 3.         |            |
| Panamerické mistrovství | ?          |            | ?          |                | 1.             |                | —              |            | 1.         |            | 3.         |
| MS juniorů              | 7.         |            |            |                |                |                |                |            |            |            |            |